# 余懷堂
余懷堂（？—？），陝西興安府平利縣籍，湖北武昌府咸寧縣人，清朝政治人物。

## 生平
道光十二年（1832年）壬辰科舉人，十八年（1838年）戊戌科三甲第四十五名進士。歷任山西稷山縣、天鎮縣、平陸縣知縣。